# Pierre Philippot
Pour les articles homonymes, voir Philippot.
 (juin 2019).
Si vous disposez d'ouvrages ou d'articles de référence ou si vous connaissez des sites web de qualité traitant du thème abordé ici, merci de compléter l'article en donnant les références utiles à sa vérifiabilité et en les liant à la section « Notes et références ».
Pierre Philippot, né à Charleroi le 22 août 1960, est un psychologue belge et professeur de psychologie clinique à l’université catholique de Louvain. 

## Biographie
Pierre Philippot est docteur en psychologie de l'université catholique de Louvain en 1992, et ancien maître de recherche du Fonds de la recherche scientifique belge. Ses domaines de recherche et d’enseignement concernent la régulation des émotions et les interventions psychologiques pour les troubles des émotions. 
Professeur de psychologie clinique à l’université catholique de Louvain, il y a dirigé à partir de 1999, le service de  consultations psychologiques spécialisées en troubles émotionnels.

## Publications
- Émotion et Psychothérapie, Mardaga, 2011

## Distinctions
- 2011 : prix Wernaers pour la vulgarisation scientifique[3].
- 2015-2016 : titulaire chaire Francqui à l'université de Gand[4].
- 2018 : co-lauréat du prix Most Valuable Contribution to Assessment, Diagnosis, or Case conceptualization, décerné par The Journal of Contemporary Psychotherapy, pour l'article P.Philippot, M.Bouvard, C.Baeyens, V.Dethier, «Case conceptualization from a process-based and modular perspective: Rationale and application to mood and anxiety disorders»[5],[6].